# Digitaria ventriosa
Digitaria ventriosa är en gräsart som beskrevs av Van der Veken. Digitaria ventriosa ingår i släktet fingerhirser, och familjen gräs. Inga underarter finns listade i Catalogue of Life.